# Villa Otello (Lido de Venise)
La Villa Otello est une réalisation de style stile Liberty, l'Art nouveau italien, située au Lido de Venise.

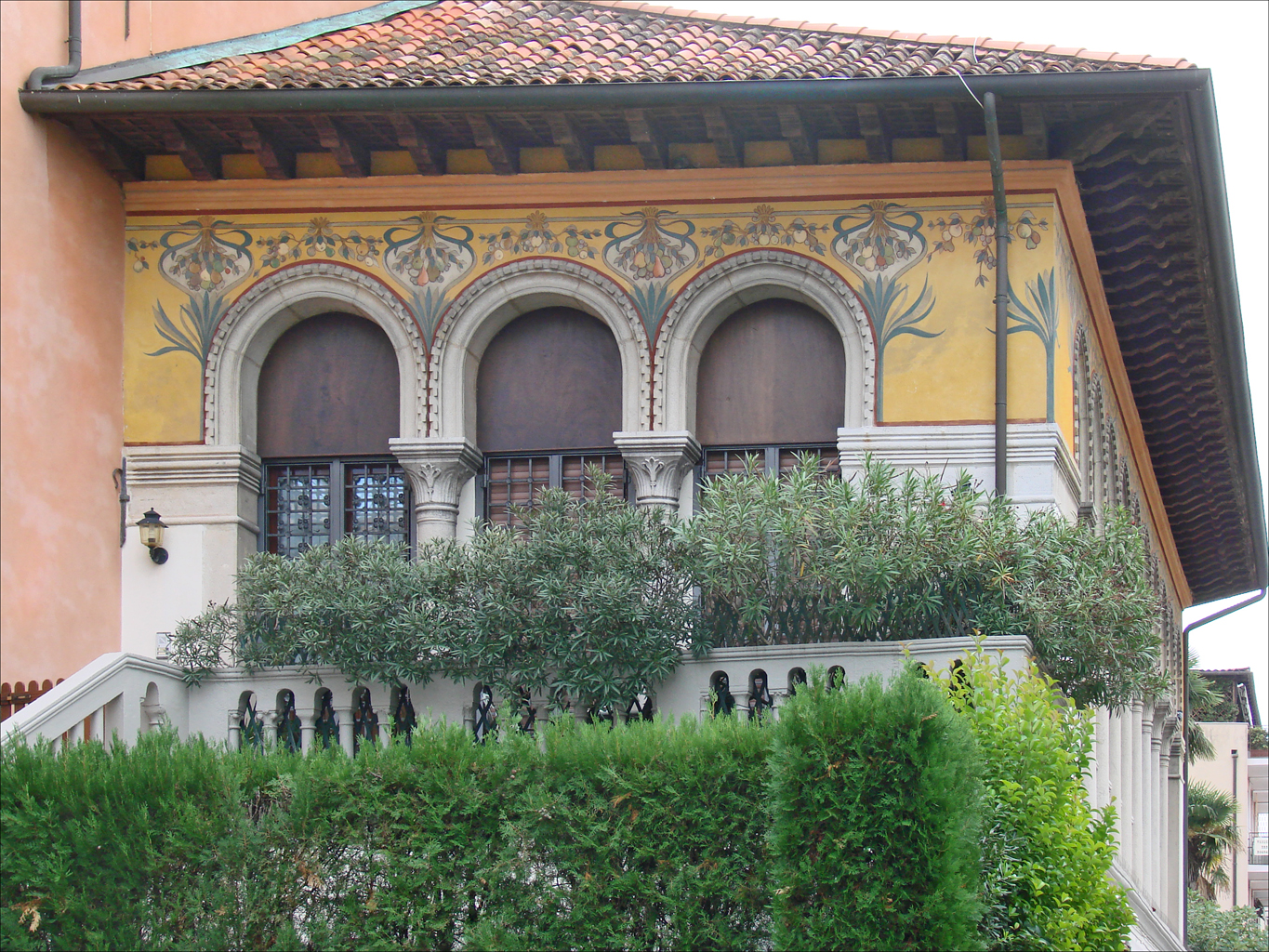
Villa Otello, détails

## Situation
Construit aux abords d'un canal le long de la via Lepanto, l'immeuble est situé au 22 de la via Dandolo.

## Historique
L'architecte Domenico Rupolo, auteur du bâtiment en 1905, le réalisa pour le compte de Guido Fanna.

## Description
Ce puissant complexe composé de la villa et de son avant-corps en style vénéto-byzantin est orné d'une bande décorative avec fresques sous la corniche, de patères byzantins insérés çà et là dans les murs extérieurs et de la belle porte d'entrée en fer forgé. Ici, deux grands paons légèrement guingois créent avec leur roue un effet efficace de percée prospective.